# サワギク
サワギク（沢菊、Nemosenecio nikoensis）は、キク科の多年草。別名ボロギク（襤褸菊）。

## 特徴
沢沿いや湖沼沿いなど湿気の多い場所に生息する。果実期には冠毛がぼろ（襤褸）のように見える。それぞれ、サワギク、ボロギクの名の由来である。
高さは60–90cm。5–8月に鮮やかな黄色い花を咲かせる。

## 分布
北海道から九州まで分布する。

## 分類
従来、キオン属 Senecio サワギク節 Sect. Nemosenecio に分類されていたが、Jeffrey & Chen 1984 により独立属とされるようになった。

## グラウンドセル
英語のグラウンドセル (groundsel) 等がサワギクと訳されることがあるが、グラウンドセルはキオン属 Senecio の総称的な名称であり、多くの場合はノボロギクのことである。

## サワギク・ボロギクを和名に含む種
- ノボロギク Senecio vulgaris
- ナルトサワギク Senecio madagascariensis
- ベニバナボロギク Crassocephalum crepidioides